# 393

## Nașteri
- dată necunoscută: Theodoric I  (d. 451)
- dată necunoscută: Teodoret de Cir  (d. 457)
- dată necunoscută: Clodio  (d. 448)

## Decese
- dată necunoscută: Libanios  (n. 314)
- dată necunoscută: Diodor din Tars  (n. 330)